# GSC3435-895
GSC3435-895 — хімічно пекулярна зоря спектрального класу A2, що має видиму зоряну величину в смузі V приблизно 10,0.